# نوژین مصطفی
نوژین مصطفی (عربی: نوجين مصطفى؛ زادهٔ ۱۹۹۸/۱۹۹۹ (۲۶–۲۷ سال)) یک کنشگر و پناهندهٔ کرد اهل سوریه مبتلا به فلج مغزی است. او در کوبانی، سوریه بزرگ شده‌است. او زمانی که ۵۶۰۰ کیلومتر با ویلچر برای رسیدن به آلمان طی کرد، مورد توجه قرار گرفت.
او همچنین جزو ۱۰۰ زن بی‌بی‌سی انتخاب شده‌است.